# آنتونی استیونز
آنتونی استیونز (انگلیسی: Anthony Stevens؛ زادهٔ ۲۷ مارس ۱۹۳۳) روان‌شناس، و روان‌پزشک و نویسنده پرکار کتاب و مقاله در زمینه روان‌درمانی، روان‌پزشکی تکاملی و مفاهیم علمی نظریه کهن الگوهای یونگ اهل بریتانیا است.